# Flotta Lauro
La Flotta Lauro è stata una compagnia di navigazione dedita al mercato dei trasporti marittimi, delle petroliere e delle crociere, con sede a Napoli.

## Storia
L'armatore Gioacchino Lauro gettò le basi della flotta, con alcuni velieri, che però si sviluppò negli anni '20 del secolo scorso grazie al figlio Achille Lauro, che comprò la prima nave Iris e sei sorelle. La compagnia divenne la più grande flotta del Mediterraneo di tutti i tempi e tra le più importanti aziende di sempre del meridione d'Italia. Dagli anni '50 le navi della flotta restarono nella storia della marina mercantile italiana: la Surriento, la Sidney & Roma, la Angelina Lauro, la Oceanos. Soci di minoranza della compagnia erano Giovanni Fiorentino e Gaetano Cafiero.

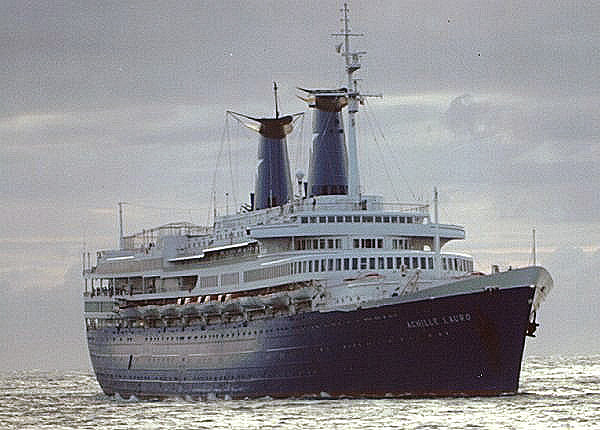
L'Achille Lauro

Nel 1964 entrò in servizio nella flotta il transatlantico Achille Lauro, poi utilizzato come nave da crociera. Nel 1966 entra in linea l'Angelina Lauro per i collegamenti con l'Australia.
Il figlio Ercole Lauro non riesce però ad adeguare la compagnia ai tempi: con la crisi petrolifera la flotta arriva a debiti per 200 miliardi di lire italiane e la flotta viene commissariata. L'ultimo commissario Flavio de Luca viene anche condannato in primo grado a nove anni di reclusione per una serie di operazioni discutibili come la vendita della superpetroliera "Volere" per meno di 5 milioni di dollari, poi rivenduta dai compratori subito dopo per nove, e poi assolto in Cassazione.

### La Starlauro
Nel 1982, successivamente al fallimento, la Flotta Lauro divenne Lauro Line, fino a quando l'allora ministro dell'industria, Adolfo Battaglia, diede il via libera alla cessione di ciò che restava della flotta al duo Eugenio Buontempo e Salvatore Pianura che, con una offerta pubblica di 10 miliardi e 100 milioni di lire, all'asta del 19 gennaio 1987, acquisirono il gruppo armatoriale napoletano.
La nuova società denominata Starlauro, acquisì così la proprietà di una petroliera (Volere), cinque navi da trasporto (Cervo, Tigre, Gazzella, Palizzi, Gioacchino Lauro) e una nave da crociera, la Achille Lauro.
La compagnia estera, con navi in bandiera panamense, Mediterranean Shipping Company S.A. di Gianluigi Aponte, con base a Ginevra, che si occupava solamente di cargo, rilevava le azioni di Pianura nel dicembre 1990 e quelle di Buontempo a giugno del 1991, rimanendo, così, azionista unica della Starlauro trasformandola in una nuova divisione MSC, la Starlauro Crociere, poi MSC Crociere.